# Xã Hart, Quận Winona, Minnesota
Xã Hart (tiếng Anh: Hart Township) là một xã thuộc quận Winona, tiểu bang Minnesota, Hoa Kỳ. Năm 2010, dân số của xã này là 357 người.